# 井田コーポレーション
株式会社井田コーポレーション（いだコーポレーション）は、東京都台東区に本社を置く企業。IDAグループの本部機能を集約し、グループとしての企業戦略を統括している。

## 沿革
- 1918年 - 井田幸八郎が浅草三筋町にて行商の傍ら、日用雑貨や化粧品の卸商を営む。
- 1923年 - 関東大震災により、三筋町の店舗が全焼し、本所緑町の仮店舗を設ける。
- 1924年 - 本所緑町の仮営業所に始めて「井田両国堂」の看板を掲げる。
- 1940年 - 法人組織に改める。
- 1945年 - 戦災を蒙り、本所亀沢町の店舗が焼失。東両国に仮営業所を開く。
- 1946年 - 浅草橋に新営業所を開設し、再出発を図る。
- 1947年 - 本社を現在地に移転。
- 1949年 - 井田日出男が社長に就任。
- 1964年 - 「セザンヌ化粧品」を発売。
- 1971年 - 装粧品「シャンティ」を発売。
- 1978年
  - 株式会社シャンティを設立。
  - 株式会社I.M.Cを設立。
- 1983年 - 新宿区に本部を開設。
- 1985年 - 「キャンメイク」を発売。
- 1988年 - 輸入及び自社開発部門を株式会社井田ラボラトリーズとして別会社組織を設立。
- 1992年 - セザンヌ部を分離し、株式会社セザンヌ化粧品を設立。
- 1996年 - 井田日出男が会長に就任。井田仁幸がIDAグループの社長に就任。井田隆雄が井田両国堂の社長に就任。
- 2018年
  - 2月20日 - 株式会社井田産業が、株式会社井田コーポレーションに社名変更。
  - 7月9日 - 本部を千代田区に移転。

## 事業所
本社
- 〒111-0053 東京都台東区浅草橋1-9-2

本部
- 〒102-0083 東京都千代田区麹町4-2-6 住友不動産麹町ファーストビル

## グループ企業
- 株式会社井田両国堂
- 株式会社井田ラボラトリーズ
- 株式会社シャンティ
- 株式会社セザンヌ化粧品
- 株式会社I.M.C